# Convento di Santa Maria (Treviso)
L'ex convento di Santa Maria a Treviso, già casa dell'ordine dei Servi di Maria, si trova in piazzetta Botter, di fianco alla Chiesa di Santa Caterina; assieme ad essa fa parte del Complesso di Santa Caterina, una delle sedi dei Musei civici di Treviso.

## Storia

### Il palazzo dei da Camino
Nel luogo oggi occupato dalla chiesa e dal convento sorgeva in origine il palazzo dei da Camino, signori di Treviso dal 1283.
Nel 1306, alla morte del capostipite, il "buon Gherardo", gli succedettero i figli Rizzardo, assassinato nel 1312 proprio sotto la loggia del palazzo, e Guecellone, costretto alla fuga durante una rivolta popolare nello stesso anno. 
Il palazzo, che aveva ospitato anche Dante Alighieri, venne in tale occasione gravemente danneggiato e rimase in stato di abbandono, destinato a piazza della legna, per più di trent'anni. 
È probabile che durante la successiva signoria scaligera, a Rizzardo V, figlio dell'espulso Guaccellone, non fosse stata confiscata la proprietà, o che ne fosse comunque ritornato in possesso in virtù della parentela con Mastino e Alberto della Scala.

### I Servi di Maria
Nel 1346, durante la podesteria di Andrea Cornaro, i Servi di Maria, ultimi tra i grandi ordini mendicanti dell'Italia medievale ad insediarsi a Treviso, ottennero l'autorizzazione per costruire in quest'area, già di loro proprietà, il convento e una chiesa dedicata a Santa Caterina d'Alessandria. Dopo la brusca interruzione del 1348, probabilmente dovuta alla terribile epidemia di peste nera di quell'anno, la costruzione avvenne a più riprese.
Il complesso fu ricostruito alla metà del Cinquecento, seguendo però l'impianto originario trecentesco.
Travagliata è stata la storia del complesso a partire dalla seconda metà del XVIII secolo. Nel 1771 La Repubblica Veneta decise di concentrare nei conventi maggiori le comunità religiose con meno di dodici frati: di conseguenza i Serviti trevigiani furono trasferiti a Padova e il complesso fu messo all'asta.

### Le Terziarie Francescane, la requisizione napoleonica e la destinazione militare
A vincere l'asta fu la comunità trevigiana delle Terziarie francescane, già stabilitesi in via Roggia. Forse per l'eccessivo volume degli spazi del convento, forse pensando così di salvarsi dalla soppressione, le monache decisero in seguito, approfittando delle esigenze del Comune nei primi anni dell'occupazione francese pressato dalla richiesta di spazi per uso militare, di cedere il complesso in affitto.
La soppressione fu però ineluttabile e nel 1806 il complessò cessò definitivamente la propria funzione religiosa. Ai militari francesi successero quelli austriaci e poi quelli italiani: nel 1923 il comando del Distretto Militare, lasciato il convento e la chiesa di San Francesco, fu qui trasferito, rimanendovi fino all'estate 1943.

### Restauro e destinazione culturale
Fu l'intervento del restauratore Mario Botter a seguito dei gravi danni subiti durante i bombardamenti del 7 aprile 1944 e del 10 marzo 1945 che, riportando alla luce il tesoro pittorico nascosto da secoli sotto gli anonimi intonaci che imbiancavano le pareti della chiesa di Santa Caterina, favorirono la decisione di recuperare l'intero complesso a funzioni culturali.
Negli anni settanta, visto il successo della grande mostra su Arturo Martini allestita da Carlo Scarpa nell'ex complesso conventuale (1967), l'amministrazione comunale decise di stipulare una convenzione con lo Stato per trasformare in museo tutto il complesso.
Accantonato il progetto di Carlo Scarpa, dopo lunghi ed impegnativi lavori di restauro il complesso è oggi diventato la sede principale dei Musei Civici trevigiani.

## Architettura
La facciata del corpo a sud-ovest, in piazzetta Botter, è caratterizzata da molteplici finestre rettangolari, più allungate quelle al primo piano, tendenti alla forma quadrata quelle del piano terra e del mezzanino, e da un'elegante bifora inserita tra una coppia di canne fumarie culminanti in importanti comignoli a porzione di cono rovesciata. Qua e là tracce di decorazione ad affresco. Leggermente fuori centro rispetto alla bifora, ma all'incirca in corrispondenza del punto medio della facciata, un piccolo avancorpo del tutto simile ad un protiro introduce agli spazi dell'ex convento.
La pianta del complesso, articolato attorno a due chiostri, ricalca fedelmente l'originale impianto trecentesco, ma ricevette l'impronta architettonica attuale verso la metà del Cinquecento.

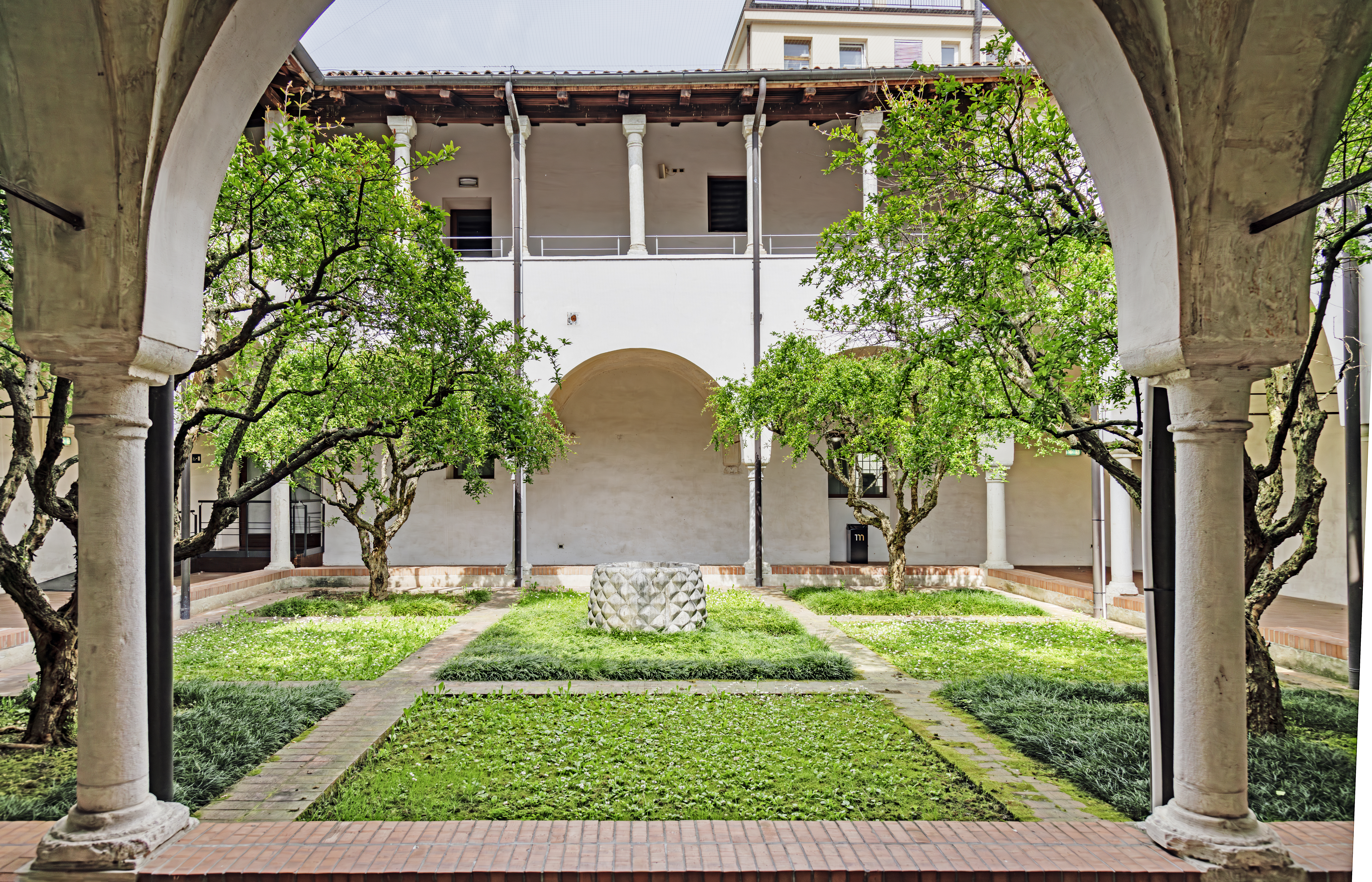
Il chiostro piccolo

 Il chiostro “piccolo”, con colonne in pietra d'Istria e volte a crociera (tre campate per lato, più quella angolare), è sormontato su due lati da logge architravate. Agli angoli dello spazio aperto, suddiviso a scacchiera da semplici file di mattoni, sono oggi piantati quattro piante di melagrana; un'antica pigna funeraria romana funge, al centro, da vera da pozzo.
Dal lato sud si accede all'antico refettorio, un'ampia sala rettangolare con tracce di affreschi che simulano nicchie archivoltate.

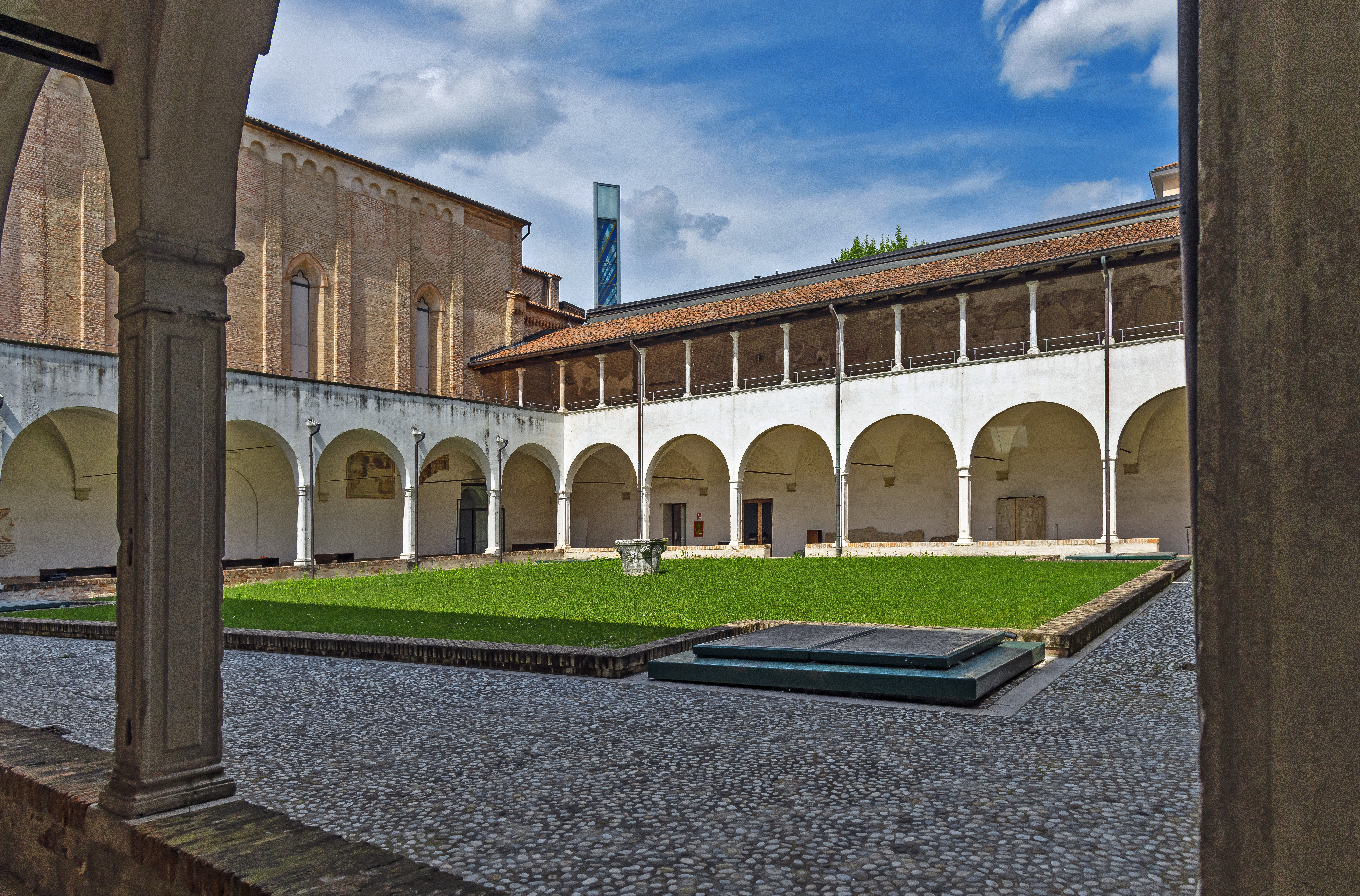
Il Chiostro grande

La pianta del chiostro “grande” risente, come l'aula della chiesa, della differenza di assi tra le facciate a sud-ovest e il fianco nord-est del complesso. Per correggere l'imperfetto allineamento, il chiostro ha assunto infatti forma leggermente trapezoidale: il lato a sud-est, opposto alla chiesa, è a nove campate, per una lunghezza di quasi 40 m, gli altri tre ad otto.
Sopra il porticato con arcate a tutto sesto e volte a crociera, su due lati contrapposti, si estendono i loggiati superiori architravati che reimpiegano le colonnine dell'originario portico trecentesco. Il lato verso la chiesa è libero, in quello a sud-est, occupato dalle antiche celle dei frati, si aprono otto finestre rettangolari e una bella bifora con archi a tutto sesto in mattoni la cui tinta rossastra è ripresa negli elementi del timpano che la sormonta e nell'importante cornicione.
L'originaria Sala del Capitolo doveva trovarsi, prima delle trasformazioni cinquecentesche, a sud del chiostro grande, con cui comunicava attraverso un portale a sesto acuto ora murato. Lungo questo lato si susseguono alcuni ambienti, oggi adibiti a sale espositive, le cui pareti presentano tracce di affreschi a motivi di derivazione tessile. Un Cristo fra la Vergine Maria, santa Caterina e i santi Filippo Benizi e Pellegrino Laziosi, fondatori dell'ordine dei Serviti, databile fra la fine del XIV e l'inizio del XV secolo, parte della decorazione pittorica della sala capitolare, è invece visibile in un varco dei mezzanini in corrispondenza dell'area di accesso alla sezione archeologica.
Lo scalone, completato nel 1620, con gradini in pietra d'Istria e copertura a volta a botte, conduce al primo piano, ricostruito totalmente dopo la metà del Cinquecento. Chiuso da un'elegante cancello in ferro battuto, si sviluppa un lungo corridoio, la cosiddetta manica lunga, su cui si affacciavano le celle dei frati. L'intersezione ortogonale di un braccio mediano, più corto, conferisce al piano una pianta cruciforme.